# هارالد وايس
هارالد وايس (بالألمانية: Harald Weiss)‏ هو ملحن ألماني، ولد في 26 مايو 1949 في زالتسغيتر في ألمانيا.

## وصلات خارجية
- هارالد وايس على موقع IMDb (الإنجليزية)
- هارالد وايس على موقع ميوزك برينز (الإنجليزية)
- هارالد وايس على موقع ديسكوغز (الإنجليزية)